# Flox

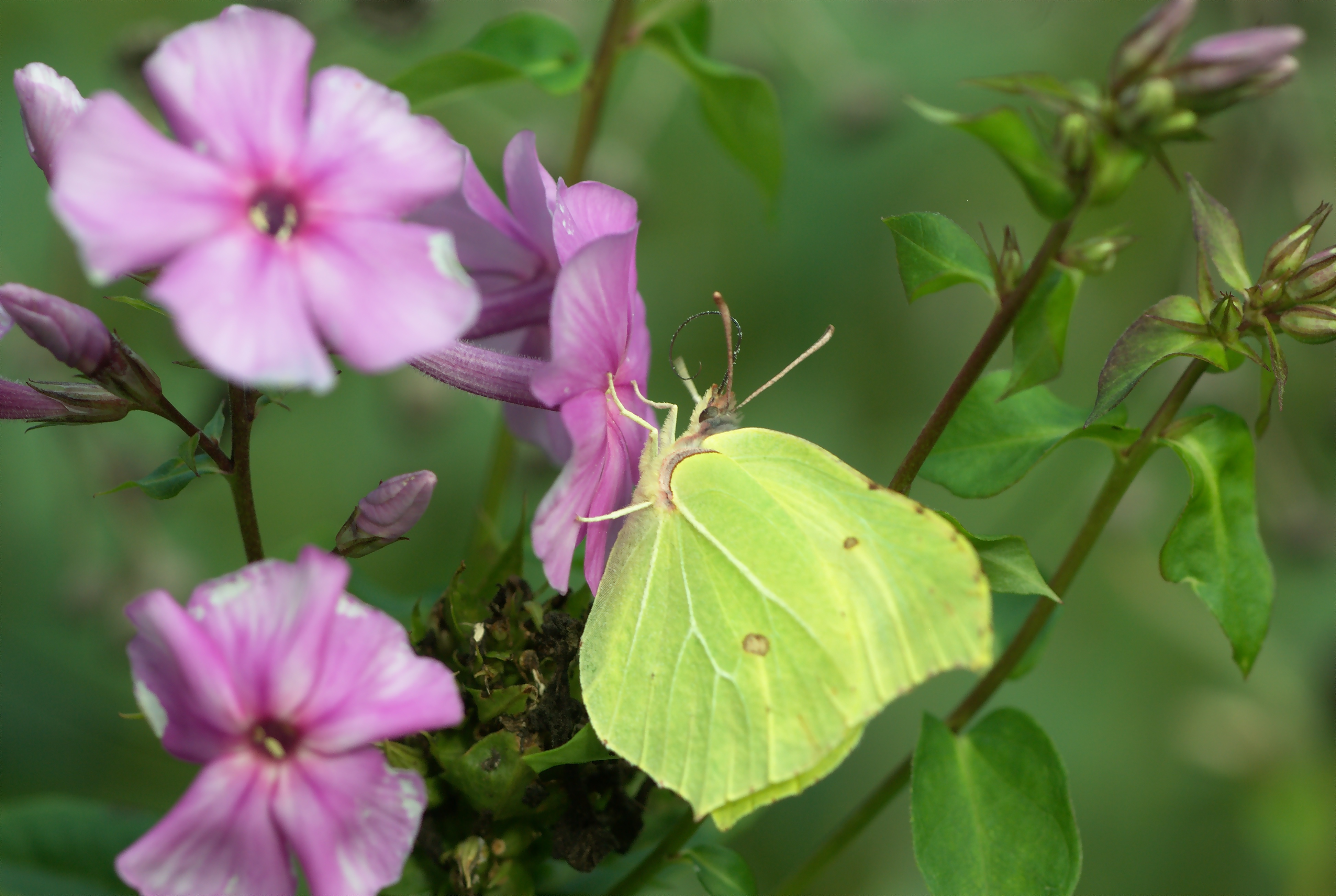
menjant flox

Flox (Phlox) és un gènere de plantes amb flors El nom del gènere deriva del grec: φλόξ "flama". Conté unes 67 espècies sovint de plantes ornamentals perennes i anuals. La majoria es troben a Nord-amèrica (una a Sibèria) en diversos hàbitats des del prat alpí a arbredes i praderies. Algunes espècies floreixen a l'hivern i d'altres a l'estiu o tardor. Les flors poden ser blau pàl·lid, viola, rosa, vermell brillant o blanc.
Algunes espècies com P. paniculata (Flox de jardí) creixen erectes, altres com P. subulata creixen com una mata curta.

## Taxonomia

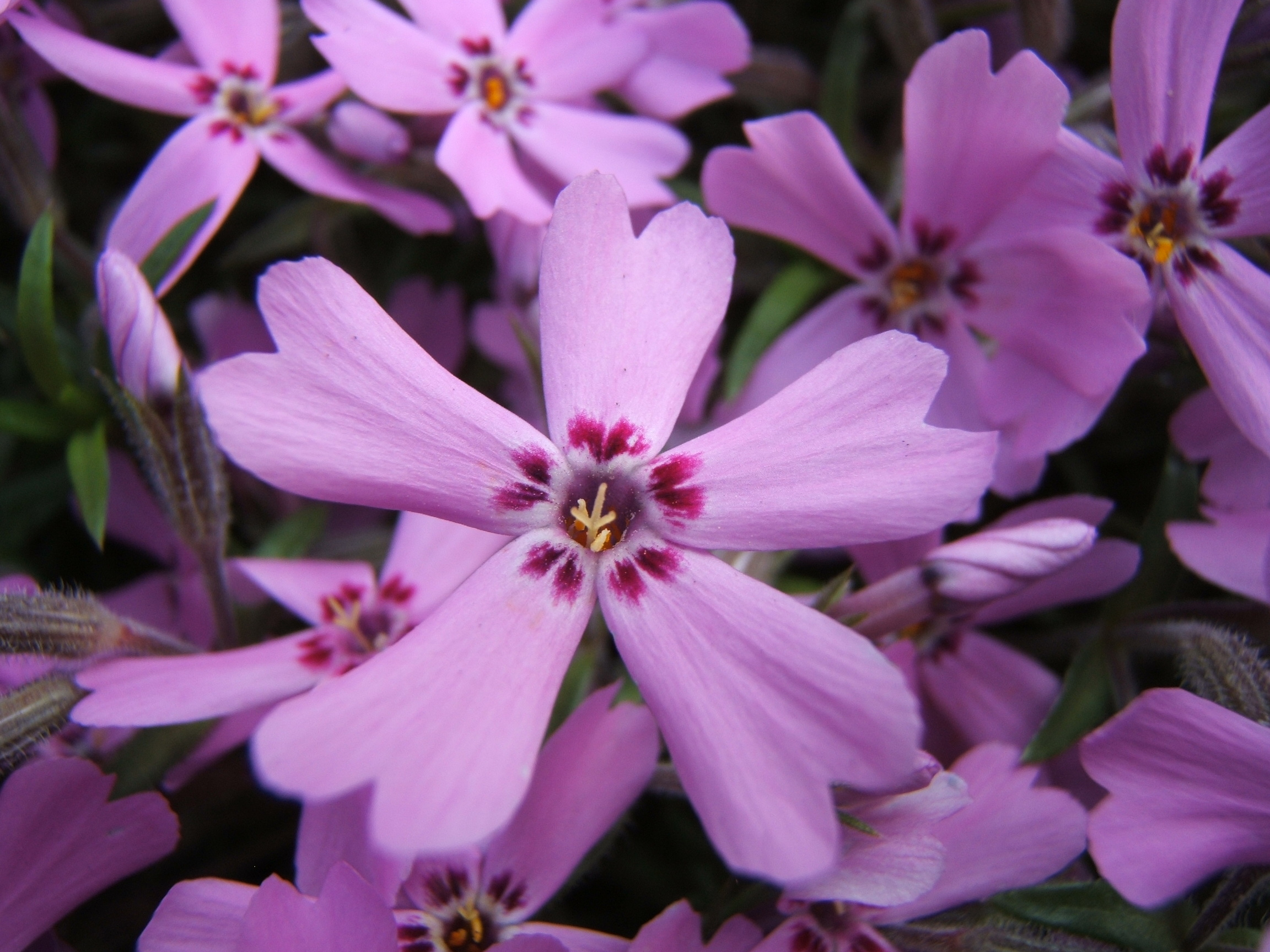
(P. subulata)

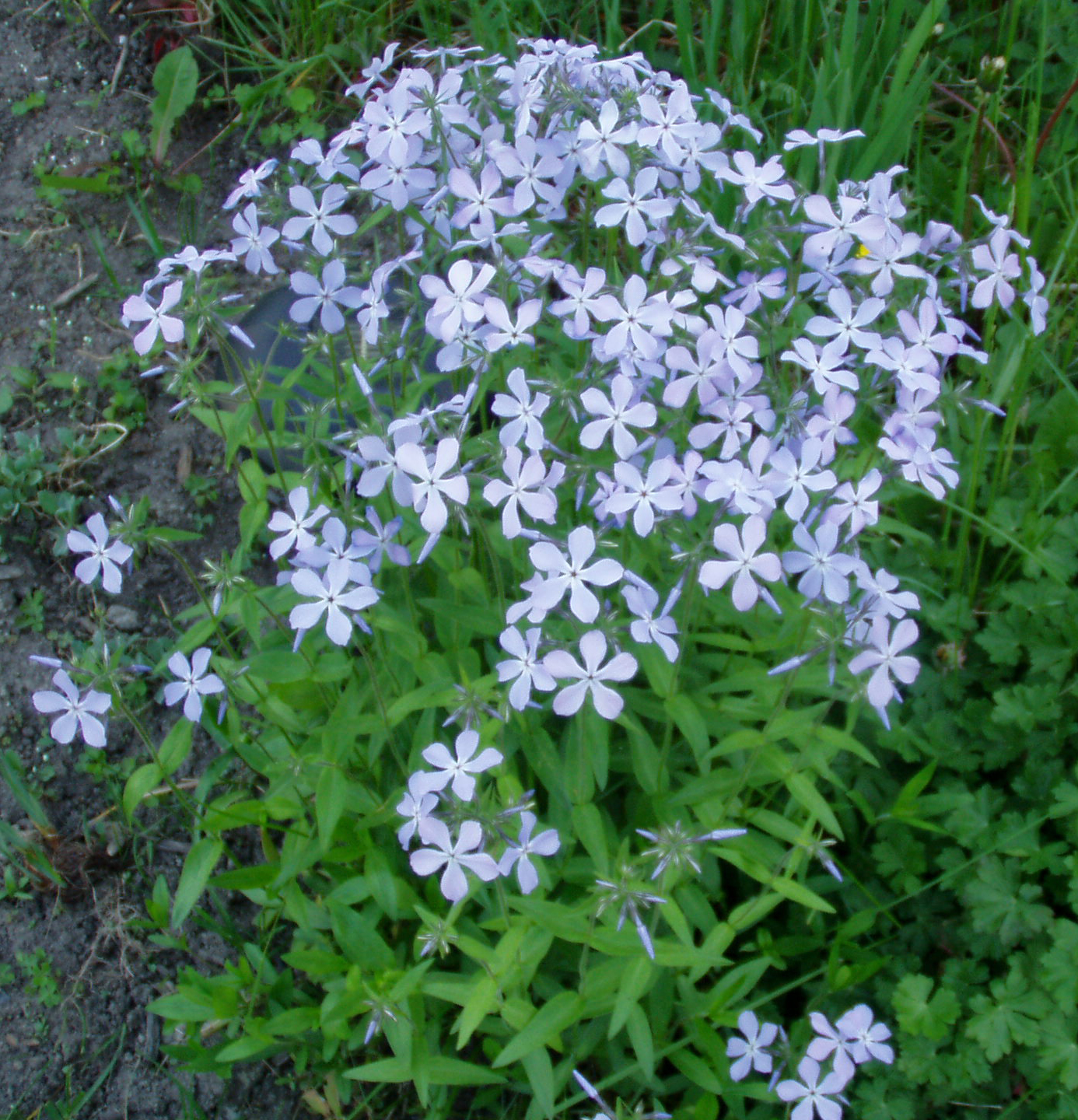
(P. divaricata)

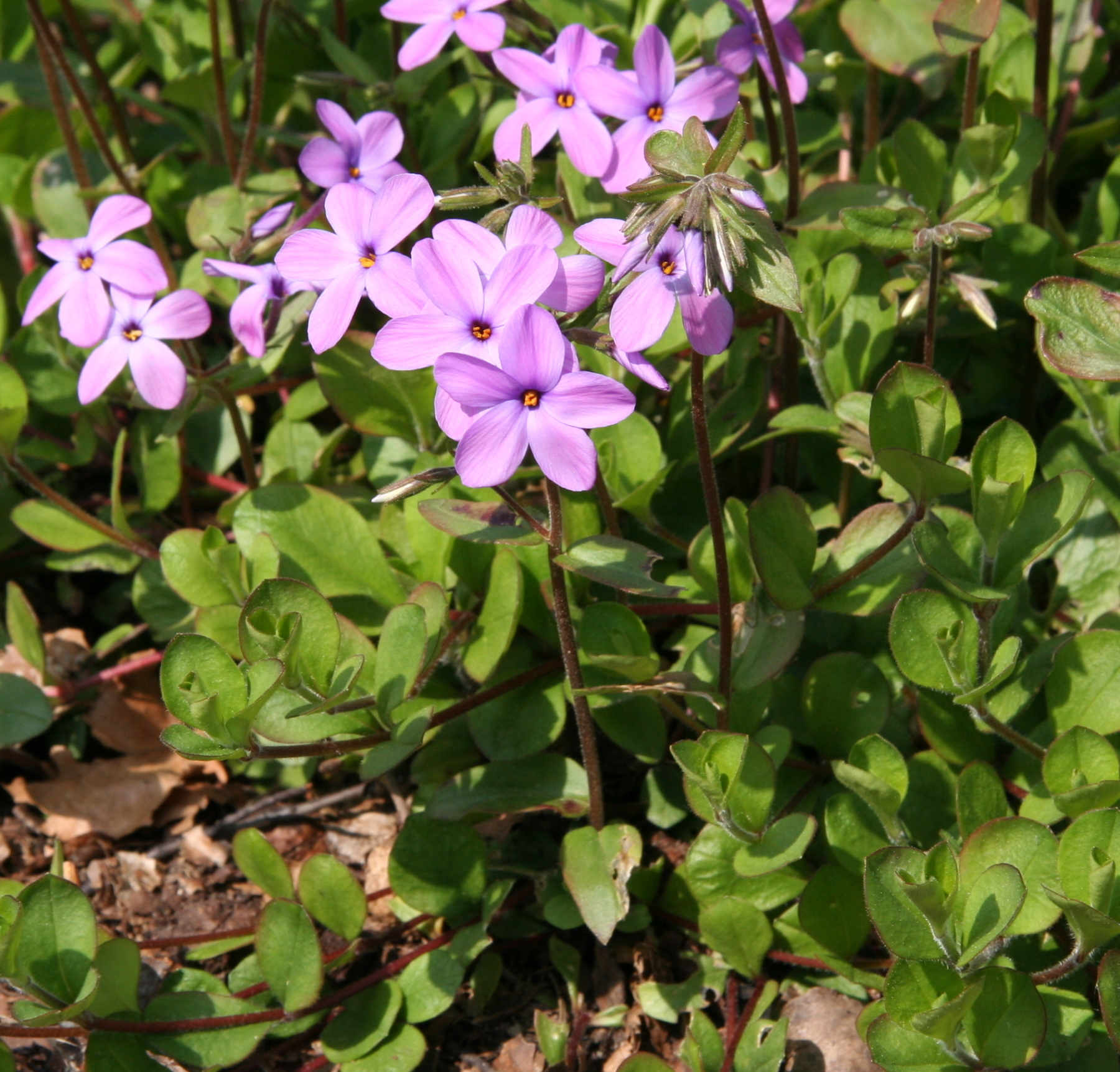
P. stolonifera

Hi ha 67 espècies, que inclouen:
| - Phlox adsurgens Northern phlox, Periwinkle phlox, Woodland phlox - Phlox alyssifolia Alyssumleaf phlox - Phlox amplifolia Largeleaf phlox - Phlox andicola Moss phlox, Plains phlox, Prairie phlox - Phlox austromontana Mountain phlox - Phlox bifida Cleft phlox - Phlox borealis - Phlox bryoides - Phlox buckleyi Swordleaf phlox - Phlox caespitosa Cushion phlox - Phlox carolina Carolina phlox, Thickleaf phlox - Phlox condensata Dwarf phlox - Phlox cuspidata Pointed phlox - Phlox diffusa Mat phlox, Spreading phlox - Phlox divaricata Blue phlox, Woodland Phlox, Louisiana phlox, Sweet william - Phlox dolichantha Big Bear Valley phlox - Phlox douglasii - Phlox drummondii Drummond phlox, Annual phlox - Phlox floridana Florida phlox - Phlox glaberrima Marsh phlox, Smooth phlox - Phlox glabriflora Rio Grande phlox - Phlox hirsuta Yreka phlox - Phlox hoodii Carpet phlox, Spiny phlox - Phlox idahonis Idaho phlox | - Phlox kelseyi Kelsey's phlox - Phlox latifolia Mountain phlox, Wideflower phlox - Phlox longifolia Longleaf phlox - Phlox maculata Meadow phlox, Phlox, Wild sweet William - Phlox mesoleuca Threadleaf phlox - Phlox missoulensis Missoula phlox - Phlox mollis Soft phlox - Phlox multiflora Flowery phlox, Rocky Mountain phlox - Phlox nana Canyon phlox, Santa Fe phlox, White-eyed phlox - Phlox nivalis Trailing phlox - Phlox ovata Mountain phlox - Phlox paniculata Garden Phlox, Fall phlox, Perennial phlox - Phlox pilosa Downy phlox, Fragrant phlox, Prairie phlox - Phlox pulchra Alabama phlox - Phlox pulvinata Cushion phlox - Phlox roemeriana Goldeneye phlox - Phlox sibirica Siberian phlox - Phlox speciosa Showy phlox, Woodhouse's phlox - Phlox stansburyi Cold-desert phlox - Phlox stolonifera Creeping phlox - Phlox subulata Moss phlox, Rock pink - Phlox tenuifolia Santa Catalina Mountain phlox |  |